# Alan Price
Alan Price, (Fatfield, graafschap Durham, 19 april 1942) is een Engels muzikant, componist en acteur.

## The Animals
Price is een muzikale autodidact, voornamelijk een pianist, en zit in zijn jeugd op school in South Tyneside en is oprichter van The Alan Price Rhythm and Blues Combo in Tyneside, dat later, als Eric Burdon erbij komt, wordt omgedoopt tot The Animals.
Met een bewerking van de traditionele folksong House of the Rising Sun verkrijgen The Animals hun internationale status. Deze versie zal de meeste herkenbare zijn van alle versies die van dit nummer zijn uitgebracht.
Price verlaat de band in 1965 onder het mom van vliegangst, maar in werkelijkheid liggen spanningen binnen de band ten grondslag aan zijn vertrek. Een van de redenen is een conflict over de royalty's van de hit House of the Rising Sun. Deze traditional was publiek domein, maar de band had bij afwezigheid van Price een arrangement gemaakt en ook arrangeurs ontvangen doorgaans royalty's. Door een fout van de platenmaatschappij bij de registratie van het arrangement ontvangt uitgerekend alleen Price royalty's voor een arrangement waaraan hij nauwelijks een bijdrage heeft geleverd (alleen de - overigens zeer herkenbare - geïmproviseerde orgelsolo).

## Alan Price Set
Price formeert vervolgens de succesvolle Alan Price Set, waarin hij keyboard speelt en zingt, verder spelen Clive Burrows op baritonsaxofoon, Steve Gregory op tenorsaxofoon, John Walters op trompet, Peter Kirtley op gitaar, Rod "Boots" Slade op basgitaar en "Little" Roy Mills op drums. Hij scoort hits met I Put a Spell on You, het liedje van Randy Newman Simon Smith and the amazing dancing bear, en eigen werk: The house that Jack built, gevolgd door het jazzy Don't Stop The Carnival.
Zijn samenwerking met Georgie Fame leidt tot een hit met het nummer Rosetta. Hij heeft een show op de BBC waar hij toelichting geeft op en muziek van beroemde gasten speelt, zoals Fleetwood Mac en Jimi Hendrix. Zijn tweede album A Price On His Head in 1967 bevat zeven songs van de toen nog onbekende Randy Newman.
The Alan Price Set valt in 1968 uit elkaar.

## Daarna
In 1973 schrijft hij de muziek voor de film van Lindsay Anderson O Lucky Man!, waarin hij in een gedeelte van de film zichzelf acteert.
Price produceert het autobiografische album Between Today and Yesterday in 1974 en een track Jarrow Song, brengt hem terug op de hiltlijsten.
Hij neemt deel aan drie pogingen om The Animals opnieuw leven in te blazen, in 1968, 1977 en 1983. In 1977 maakte hij met Rob Hoeke de langspeelplaat Two of a Kind.
Hij acteert in Alfie Darling, een soort sequel voor de film Alfie, tijdens het draaien valt hij voor de co-star, Jill Townsend. Hij heeft muziek geschreven voor toneel en films, inclusief The Whales of August.
Al 20 jaar toert Price regelmatig door de UK, of alleen, of in "jaren 60 shows" met groepen als Manfred Mann, The Searchers en The Hollies.
In 1994 krijgen The Animals een plaats in de Rock and Roll Hall of Fame. Alle vijf oorspronkelijke leden zijn aanwezig bij de plechtigheid. In 2001 mogen The Animals hun handafdrukken achterlaten op Hollywood’s Rock Walk of Fame. Daar is Dave Rowberry, Price’ opvolger bij The Animals, aanwezig in plaats van Price.
Price is een fan van de voetbalclub Sunderland AFC.

### Singles in de Top 40
| Single met eventuele hitnotering(en) in de Nederlandse Top 40 | Datum van verschijnen | Datum van binnenkomst | Hoogste positie | Aantal weken | Opmerkingen |
| ------------------------------------------------------------- | --------------------- | --------------------- | --------------- | ------------ | ----------- |
| I Put a Spell on You (Alan Price Set)                         | 1966                  | 07-05-1966            | 11              | 8            |             |
| Hi-Lili Hi-Lo (Alan Price Set)                                | 1966                  | 12-08-1966            | 8               | 11           |             |
| Willow weep for me (Alan Price Set)                           | 1966                  | 10-12-1966            | 18              | 7            |             |
| The house that Jack built (Alan Price Set)                    | 1967                  | 26-08-1967            | 26              | 4            |             |
| Shame (Alan Price Set)                                        | 1967                  | 09-12-1967            | 33              | 8            |             |
| Don't Stop the Carnival (Alan Price Set)                      | 1968                  | 24-02-1968            | 34              | 3            |             |
| Sunshine and Rain (the name of the game)                      | 1970                  | 13-06-1970            | 24              | 5            |             |
| Rosetta (& Georgie Fame)                                      | 1971                  | 01-05-1971            | 1               | 12           |             |

## NPO Radio 2 Top 2000
| Nummers met noteringen in de NPO Radio 2 Top 2000 | '99  | '00 | '01  | '02 | '03 | '04 | '05 | '06 | '07 | '08 | '09  | '10  | '11  |
| ------------------------------------------------- | ---- | --- | ---- | --- | --- | --- | --- | --- | --- | --- | ---- | ---- | ---- |
| I Put a Spell on You                              | -    | -   | -    | -   | 715 | 662 | 764 | 997 | 751 | 833 | 1461 | 1069 | 1481 |
| Rosetta (met Georgie Fame)                        | 1735 | -   | 1924 | -   | -   | -   | -   | -   | -   | -   | -    | -    | -    |
| Simon Smith and the amazing dancing bear          | 1956 | -   | -    | -   | -   | -   | -   | -   | -   | -   | -    | -    | -    |
| The house that Jack built                         | 1963 | -   | -    | -   | -   | -   | -   | -   | -   | -   | -    | -    | -    |

1. ↑  Een '-' betekent dat het nummer niet was genoteerd en een vetgedrukt getal geeft de hoogste notering van een nummer aan.
2. ↑  Deze tabel is bijgewerkt tot en met de laatste editie (2024).